# Archiborborus maculipennis
Archiborborus maculipennis är en tvåvingeart som beskrevs av Oswald Duda 1921. Archiborborus maculipennis ingår i släktet Archiborborus och familjen hoppflugor. Inga underarter finns listade i Catalogue of Life.